# Daphné Suski
Daphné Suski, née le 03 février 1989 à Croix, est une archère française spécialiste de Tir à l'arc en arme classique et Run Archery.

## Biographie

### Carrière de Tir à l'arc
Elle commence le tir à l'arc à Willems à l'âge de 7 ans et intègre la section sportive du collège Lamartine à Hondschoote à l'âge de 11 ans.
En 2001, elle remporte son premier titre de championne de France en Salle.
En 2004, elle est sélectionnée pour la première fois en équipe de France jeune où elle remporte une médaille de bronze par équipe lors de l'European Junior Cup. La même année, elle devient également pensionnaire du CREPS de Nancy où elle est entraînée par Sébastien Tabard et Nicolas Rifaut.
En 2005, elle remporte une nouvelle médaille (argent) par équipe en European Junior Cup et participe au Championnat d'Europe Jeune à Silkeborg.
En septembre 2006, elle arrive à l'INSEP en vue de préparer les Jeux Olympiques. Elle s’entraîne entre autres avec Pascale Lebecque, Jean Charles Valladont et Romain Girouille sous la direction de Marc Dellenbach et Lee Tae-hoon mais quitte prématurément l'équipe de France à la suite d'une blessure à l'épaule, typique des archers de haut niveau.
En 2021, elle renoue avec le succès en remportant le championnat de France 50 m (Tir Fédéral), son sixième titre individuel.
En 2022, elle se classe 404e au classement mondial.

### Carrière de Run Archery
Daphné Suski découvre le Run Archery en 2022.
En 2023, elle remporte une médaille d'or par équipe à la Coupe d'Europe à Nove Mesto nad Metuji (République tchèque). Lors de cette compétition, l'équipe de France termine 1re au classement. En 2024, la coupe d'Europe ayant lieu dans la Forêt de Sherwood en Angleterre, elle décroche la médaille d'argent en équipe, se classe 2ème de la course Sprint, 3ème de la course 4*1000 ce qui la positionne 3ème du classement général de la compétition. Lors du même évènement elle décroche une médaille de bronze et une médaille d'argent dans la catégorie Open.

## Palmarès

### Coupes d'Europe

#### Tir olympique
- Médaille d'argent par équipe en 2005 (Junior) à Clès (Italie)
- Médaille de bronze par équipe en 2004 (Junior) à Riom (France)

#### Run Archery
- Médaille d'or par équipe en 2023 à Nove Mesto nad Metuji (République tchèque)[4]
- Médaille d'argent par équipe en 2024 à Edwinstowe (Grande-Bretagne)[7]
- Médaille d'argent par équipe Open en 2024 à Edwinstowe (Grande-Bretagne)[7]
- Médaille de bronze en individuel Open Sprint en 2024 à Edwinstowe (Grande-Bretagne)
- Médaille de bronze au classement général en 2024 à Edwinstowe (Grande-Bretagne)

### Championnats de France

#### Tir en salle
- Médaille d'or en individuel 2001 à Auxerre
- Médaille d'or en individuel 2003 à Istres

#### Tir olympique
- Médaille d'argent en individuel 2002 à Anduze
- Médaille d'argent en individuel 2003 à Belfort
- Médaille de bronze en individuel 2001 au Mans
- Médaille de bronze en équipe régionale 2007 à St Médard en Jalles

#### Tir fédéral
- Médaille d'or en individuel 2001 à Riom
- Médaille d'or en individuel 2002 à Boé
- Médaille d'or en individuel 2021 à Riom[9]
- Médaille d'argent en individuel 2003 La Mure
- Médaille d'argent en individuel 2004 à Vichy

#### Tir Beursault
- Médaille d'or en individuel 2001 Vally Sur Aisne